# Triodia fissura
Triodia fissura är en gräsart som beskrevs av Barrett, Wells och Hugh Neville Dixon. Triodia fissura ingår i släktet Triodia och familjen gräs. Inga underarter finns listade i Catalogue of Life.